# Referendum o zakonu o spremembah in dopolnitvah zakona o varstvu dokumentarnega in arhivskega gradiva in arhivih 2011
Referndum o zakonu o spremembah in dopolnitvah zakona o varstvu dokumentarnega in arhivskega gradiva in arhivih (ZVDAGA-A) je bil naknadni zakonodajni referendum, ki je potekal 10. aprila 2011.